# Nimrod (álbum)
Nimrod é o quinto álbum de estúdio do Green Day lançado em 14 de outubro de 1997 pela Reprise Records. O álbum alcançou a décima posição nas paradas da Billboard nos Estados Unidos, e chegou ao status de platina duplo, embora não tenha revivido as vendas do Green Day ao nível de Dookie. Nimrod também conseguiu o respeito da crítica e produziu o famoso hit acústico "Good Riddance (Time of Your Life)".
Nimrod foi relançado em vinil em 16 de Junho de 2009 e em 13 de outubro de 2017. O álbum também foi lançado como HDCD. As canções "Nice Guys Finish Last", "Hitchin' a Ride" e "Good Riddance (Time of Your Life)" aparecem no Video game "Green Day: Rock Band".
O álbum apresentou uma revitalização da banda em relação a seu álbum anterior, Insomniac. Nimrod é mais musicalmente variado do que os álbuns anteriores. Em "Take Back", Billie Joe emprega vocal em estilo death metal durante o refrão. "Last Ride In" é um instrumental surf rock e "King For a Day" é uma canção de ska punk com uma seção de metais. As canções "Good Riddance (Time of Your Life)" e "Platypus (I Hate You)" foram escritas em 1994, pouco antes das gravações do álbum Dookie, porém só foram lançadas em 1997 neste álbum.
Teve singles de grande sucesso como "Good Riddance (Time of Your Life)", "Hitchin' a Ride" e "Nice Guys Finish Last".
Nimrod, apesar de não atingir o sucesso de Dookie, vendeu cerca de 8 milhões de cópias mundialmente. E mais de 2 milhões apenas nos Estados Unidos.

## Antecedentes
Em 1995, o Green Day lançou Insomniac, que não teve um sucesso estrondoso como seu antecessor Dookie. O vocalista/guitarrista Billie Joe Armstrong observou: "Ele foi muito melhor do que eu pensei... a partir do som dele, sabíamos que não ia vender tanto quanto Dookie". O grupo embarcou em uma extensa turnê mundial para promover o disco no início de 1996. A banda estava tocando em arenas esportivas que contrastava com os clubes pequenos que a banda estava acostumada a tocar. Os membros estavam cada vez mais desconfortáveis com o nível de estrelato que haviam alcançado: "Estávamos nos tornando as coisas que odiávamos, tocando em grandes arenas, os shows não estavam mais sendo tão divertidos como antes". recordou Armstrong.
Os integrantes da banda também ficaram com saudades de casa. O período em turnê forçou os membros a deixar para trás suas famílias. A banda finalmente decidiu cancelar a etapa final da turnê europeia de Insomniac. Durante este tempo, a banda continuou a escrever, e, eventualmente, completou mais de três dúzias de canções novas no início de 1997. Embora o último esforço do grupo com o produtor Rob Cavallo tenha sido considerado uma decepção, a banda não contemplaria a escolha de um outro alguém para trabalhar em Nimrod, pelo fato dos membros verem Rob Cavallo como um "mentor".

## Faixas
| Críticas profissionais | Críticas profissionais |
| Avaliações da crítica  | Avaliações da crítica  |
| Fonte                  | Avaliação              |
| ---------------------- | ---------------------- |
| Allmusic               | [ 1 ]                  |
| Entertainment Weekly   | (B-)                   |
| Insiders' Guides       | [ 3 ]                  |
| 'MSN                   | [ 4 ]                  |
| Pitchfork Media        | [ 5 ]                  |
| Rolling Stone          | [ 6 ]                  |

1. "Nice Guys Finish Last" - 2:49
2. "Hitchin' A Ride" - 2:51
3. "The Grouch" - 2:12
4. "Redundant" - 3:17
5. "Scattered" - 3:02
6. "All the Time" - 2:10
7. "Worry Rock" - 2:27
8. "Platypus (I Hate You)" - 2:22
9. "Uptight" - 3:04
10. "Last Ride In" - 3:47
11. "Jinx" - 2:12
12. "Haushinka" - 3:25
13. "Walking Alone" - 2:45
14. "Reject" - 2:05
15. "Take Back" - 1:09
16. "King for a Day" - 3:13
17. "Good Riddance (Time of Your Life)" - 2:34
18. "Prosthetic Head" - 3:38